# スタンリー・ノーマン・コーエン
スタンリー・ノーマン・コーエン（Stanley Norman Cohen, 1935年2月17日 - ）は、アメリカ合衆国の遺伝学者である。

## 来歴
ニュージャージー州パースアンボイ出身。ラトガース大学を卒業し、1960年にペンシルベニア大学医学部から博士号を取得した。アメリカ国立衛生研究所を含むいくつかの研究所で研究を行い、1968年にスタンフォード大学に移籍した。
そこで彼は細菌のプラスミドの研究を始め、細菌が抗生物質耐性を持つ仕組みを解明しようとした。1972年、コーエンはポール・バーグ、ハーバート・ボイヤーとともに、遺伝子を結合、移植する方法を開発した。。この手法により遺伝子工学が可能になり、コーエンは1986年にアメリカ国家科学賞を受賞した。今日では、コーエンはスタンフォード大学の遺伝学と医学の教授を務め、細胞成長等の研究を行っている。

## 研究
コーエン、バーグ、ボイヤーは、1973年に、今日遺伝子工学と言われている最初の実験を行った。彼らはカエルのリボソームRNA遺伝子を細菌の細胞に導入して発現させることができることを示した。まず彼らはプラスミドをpSC101と呼ばれるベクターに調整した。このプラスミドは、制限酵素EcoRIとテトラサイクリン耐性遺伝子を含む。EcoRIはカエルの遺伝子を小さく分割するのに使われる。次に、DNA断片の付着末端は自己配列し、DNAリガーゼによってつなぎ合わされる。この時にプラスミドが大腸菌の遺伝子に取り込まれ、テトラサイクリンを含んだ培地で育つようになる。プラスミドを取り込めた細胞はテトラサイクリン耐性遺伝子を持ち、コロニーを作ることができる。

## 受賞など
- 1980年 - アルバート・ラスカー基礎医学研究賞
- 1981年 - ウルフ賞医学部門
- 1986年 - アメリカ国家科学賞
- 1989年 - アメリカ国家技術賞
- 1996年 - レメルソンMIT賞
- 2001年 - 発明家の殿堂
- 2004年 - オールバニ・メディカルセンター賞、ショウ賞